# 루카치 죄르지 (1865년)

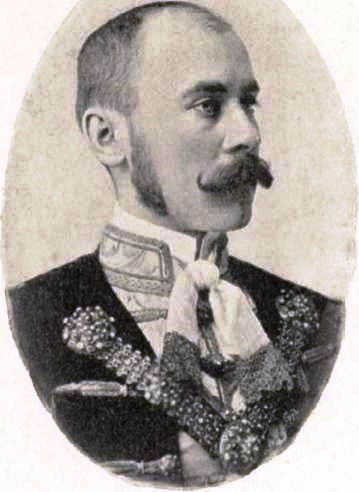

루카치 죄르지(헝가리어: Lukács György: 1865년 9월 10일 - 1950년 9월 28일)는 헝가리의 정치인이다. 1905년-1906년 헝가리 왕국의 종교교육장관을 역임했다. 헝가리 인민공화국에서 대중문화장관을 역임한 철학자 루카치 죄르지와는 동명이인이다.